# Чемпіонат світу з футболу 1974 (кваліфікаційний раунд, плей-оф КОНМЕБОЛ — УЄФА)
Формат відбору на чемпіонат світу з футболу 1974 передбачав, що переможці Групи 3 відборкового турніру КОНМЕБОЛ і Групи 9 відборкового турніру УЄФА мали розіграти одну путівку до фінальної частини світової першості в рамках матчів плей-оф між собою. Учасниками цього плей-оф стали відповідно збірні Чилі та СРСР.
Плей-оф мав складатися із двох ігор, по одній на полі кожного із суперників. Перша гра пройшла у Москві і завершилася нульовою нічиєю. Радянська збірна відмовилася проводити другу гру в Чилі, де двома місяцями раніше відбувся військовий переворот і встановився антирадянські налаштований режим Августо Піночета. Пропозиція щодо проведення гри на нейтральному полі була відкинута чилійською стороною та ФІФА, тож радянськім футболістам було зараховано технічну поразку 0:2 за неявку на матч, і путівку на чемпіонат світу отримала збірна Чилі. При цьому гра-відповідь формально відбулася — чилійці вийшли на поле, розвели м'яч і забили гол у порожні ворота.

## Політичне підґрунтя
1970 року на президентських виборах у Чилі перемогу отримав Сальвадор Альєнде, кандидат від альянсу соціалістів і комунстів, ставши таким чином першим у світі політиком марксистських поглядів, що прийшов до влади у своїй країні шляхом виборів.
Президентство Альєнде протривало до вересня 1973 року, в якому шляхом військового перевороту до влади прийшла хунта на чолі з Августо Піночетом, що розпочала репресії щодо прибічників Альєнде. Символом репресій став Національний стадіон у Сантьяго, перетворений на концентраційний табір, де було ув'язнено тисячі людей, багато з яких були піддані тортурам та вбиті. Саме на цьому стадіоні 21 листопада 1973 року мала відбутися гра проти радянської збірної.

## Попередні етапи кваліфікації

### СРСР
Радянська команда потрапила до Групи 9 європейського відбору, єдиної, переможець якої отримував не пряму путівку до фінальної частини чемпіонату світу, а лишень місце у міжконтинентальному плей-оф.
Радянські футболісти розпочали змагання поразкою 0:1 у виїздній грі проти збірної Франції, проте згодом двічі поспіль взяли гору над командою Ірландії та з рахунком 2:0 удома здолали французів, що дозволило їм фінішувати на чолі відбіркової групи.

### Чилі
Як і у випадку європейського відбору, у відборковому турнірі КОНМЕБОЛ від початку було визначено, що до континентального плей-оф потрапить переможець однієї із груп, а саме третьої. У цій групі чилійцям мали протистояти збірні Перу та Венесуели. Остання знялася зі змагання до його початку, а збірні Чилі і Перу святкували домашні перемоги одна над одною із однаковим рахунком 2:0, тож доля путівки до плей-оф відбору врешті-решт вирішувалася у додатковій грі між ними на нейтральному полі, в якій із рахунком 2:1 гору взяли чилійці.

## Матчі

### Перша гра
| 26 вересня 1973 Перша гра |

| СРСР | 0–0      | Чилі |
| ---- | -------- | ---- |
|      | Протокол |      |

| ім. Леніна, Москва Глядачів: 48,891 Арбітр: Армандо Маркес (Бразилія) |

| СРСР | Чилі |

| ВР               | 1  | Євген Рудаков           |  |     |
| ЗХ               | 2  | Реваз Дзодзуашвілі      |  |     |
| ЗХ               | 3  | Михайло Фоменко         |  |     |
| ЗХ               | 4  | Євген Ловчев            |  |     |
| ЗХ               | 5  | Володимир Капличний (к) |  |     |
| ПЗ               | 6  | Віктор Кузнецов         |  |     |
| ПЗ               | 7  | Володимир Мунтян        |  |     |
| ПЗ               | 8  | Олег Долматов           |  | 46' |
| НП               | 10 | Володимир Онищенко      |  |     |
| НП               | 9  | Аркадій Андріасян       |  | 30' |
| НП               | 11 | Олег Блохін             |  |     |
| Заміни:          |    |                         |  |     |
| НП               |    | Анатолій Кожем'якін     |  | 30' |
| НП               |    | Володимир Гуцаєв        |  | 46' |
| Головний тренер: |    |                         |  |     |
| Євген Горянський |    |                         |  |     |

| ВР               | 1  | Хуан Оліварес         |  |     |
| ЗХ               | 2  | Хуан Мачука           |  |     |
| ЗХ               | 5  | Еліас Фігероа         |  |     |
| ЗХ               | 3  | Альберто Кінтано      |  |     |
| ЗХ               | 6  | Антоніо Аріас         |  |     |
| ПЗ               | 12 | Франсіско Вальдес (К) |  |     |
| ПЗ               | 10 | Гільєрмо Паес         |  |     |
| ПЗ               | 8  | Хуан Родрігес         |  |     |
| НП               | 14 | Карлос Касселі        |  |     |
| НП               | 16 | Серхіо Аумада         |  |     |
| НП               | 22 | Леонардо Веліс        |  | 57' |
| Заміни:          |    |                       |  |     |
| НП               |    | Хуліо Крісосто        |  | 57' |
| Головний тренер: |    |                       |  |     |
| Луїс Аламос      |    |                       |  |     |

Проведення першої гри плей-оф було під питанням, адже вона вимагала подорожі чилійських футболістів до СРСР. Режим Піночета заборонив громадянам країни залишати її територію, до того ж вважав подорож футбольної команди до свого головного ідеалогічного ворога ризикованою. Утім, врешті-решт було вирішено, що продовження участі у відборі на світову першість має позитивно вплинити на міжнародний імідж країни, фактично зруйнований військовим переворотом. Тож команда отримала дозвіл на гру у Москві за умови відмови учасників делегації від будь-яких заяв і коментарів політичної спрямованості.
По прильоту до Москви делегацію не зустрічали чилійські дипломати, адже після перевороту СРСР не визнав новий уряд і розірвав дипломатичні відносини із Чилі.
Сама гра проходила на тлі загальної знервованості, зокрема ширилися чутки, що радянська влада планує заарештувати футбольну делегацію Чилі задля подальшого обміну її на політичних в'язнів, утримуваних режимом Піночета.
Результат гри, нульова нічия, став великим розчаруванням для приймаючої сторони, що сподівалася на впевнену перемогу на домашньому полі над суперником, який з огляду на політичну складову протистояння став принциповим.

### Друга гра
| 21 листопада 1973 |

| Чилі | 2–0      | СРСР |
| ---- | -------- | ---- |
|      | Протокол |      |

| Національний стадіон, Сантьяго Глядачів: 15,000 Арбітр: Еріх Лінемайр (Австрія) |

Враховуючи антирадянську налаштованість правлячого режиму в Чилі, Федерація футболу СРСР звернулася до ФІФА з вимогою перенесення матчу-відповіді на нейтральне поле. Чилійська федерація спочатку не заперечувала проти такого сценарію, проте згодом під тиском керівництва країни, для якого принциповим було довести світовій спільноті нормальність ситуації в Чилі після перевороту, почала наполягати на проведенні гри в Сантьяго.
Спеціальна комісія ФІФА відвідала чилійську столицю і провела інспекцію стадіону, на території якого за деякими свідченнями на той час продовжували утримуватися близько 7 тисяч політичних в'язнів, і дала позитивний відгук про можливість проведення гри на ньому. За іншими даним на час інспекції в'язнів було тимчасово вивезено до Атаками.
Попри рішення ФІФА радянська сторона наполягала на неможливості подорожі своїх гравців до Чилі, зазначивши у листі до ФІФА, що «з моральних міркувань радянські футболісти не можуть грати на стадіоні у Сантьяго, вкритому кров'ю чилійських патріотів». Це рішення було підтримано іншими країнами «східного блоку», зокрема збірна НДР, що вже кваліфікувалася до участі у чемпіонаті світу 1974, погрожувала бойкотувати турнір.
Попри відмову радянських футболістів матч було вирішено провести. За присутності 15 тисяч глядачів команда господарів вийшла на поле, розвела м'яч із центру поля, пройшли до порожніх воріт суперників, і їх капітан Франсіско Вальдес забив гол. Оскільки після пропущеного гола м'яч мала розігрувати команда суперників, яка на гру не прибула, арбітр гру зупинив, а згодом збірній СРСР було присуджено технічну поразку 0:2.

## Наслідки

### Чилі
У фінальній частині світової першості чилійці потрапили до Групи 1, де їм протистояли господарі турніру, збірна ФРН, а також два абсолютні новачки чемпіонатів світу — збірні НДР та Австралії. Мінімально програвши свою першу гру західнонімецьким футболістам і зігравши унічию проти їх східних сусідів, команад Чилі залишала шанси на вихід до другого групового етапу, проте не скористалася ними, не зумівши забити бодай один гол у ворота австралійців (нічия 0:0).

### СРСР
Після непотрапляння до фінальної частини ЧС-1974 у радянської футбольної збірної почався період спаду — вона не змогла пробитися до фінальних частин  ЧС-1978 та чемпіонатів Європи 1976 і 1980 років.